# Buffalo Creek
Il Buffalo Creek è un fiume americano che si estende nello stato della Virginia Occidentale, nella contea di Logan. È affluente del fiume Guyandotte, che a sua volta è affluente dell'Ohio. Il corso d'acqua, lungo circa 30 km, è noto per una grave tragedia occorsa nella vallata il 26 febbraio 1972.

## Il disastro di Buffalo Creek
La tragedia avvenne alle 8:05 del 26 febbraio 1972: uno dei bacini di decantazione della miniera di carbone gestita dalla Pittston Coal Company, precisamente il numero 3, crollò improvvisamente per via delle incessanti piogge che da giorni interessavano l'area, liberando circa 500.000 metri cubi di acqua nera.
L'inondazione fu tragica: Saunders fu completamente rasa al suolo dall'ondata e furono colpiti anche i centri di Pardee, Lorado, Craneco, Lundale, Stowe, Crites, Latrobe, Robinette, Amherstdale, Becco, Fanco, Braeholm, Accoville, Crown e Kistler. I morti furono 125, i feriti 1121 e più di 4000 persone dovettero abbandonare le proprie abitazioni.